# Stagione di college football 2007
La stagione di college football NCAA Division I FBS 2007 negli Stati Uniti organizzata dalla National Collegiate Athletic Association (NCAA) per la Division I Football Bowl Subdivision (FBS), il livello più elevato del football universitario, è iniziata il 30 agosto e la sua stagione regolare si è conclusa il 1º dicembre 2008. La finale si è disputata l'8 gennaio 2009 al Louisiana Superdome di New Orleans. Vi parteciparono le prime due classificate del Bowl Championship Series (BCS): gli Ohio State Buckeyes n.1 campioni della Big Ten Conference e gli LSU Tigers n.2 campioni della Southeastern Conference. LSU batté Ohio State con un punteggio di 38–24 vincendo il suo secondo titolo BCS e il terzo in assoluto.
Per la seconda volta nell'epoca del Bowl Championship Series, nessuna squadra FBS chiuse la stagione imbattuta. Kansas fu l'unica squadra di una conference eleggibile per la finale a chiudere con una sola sconfitta.

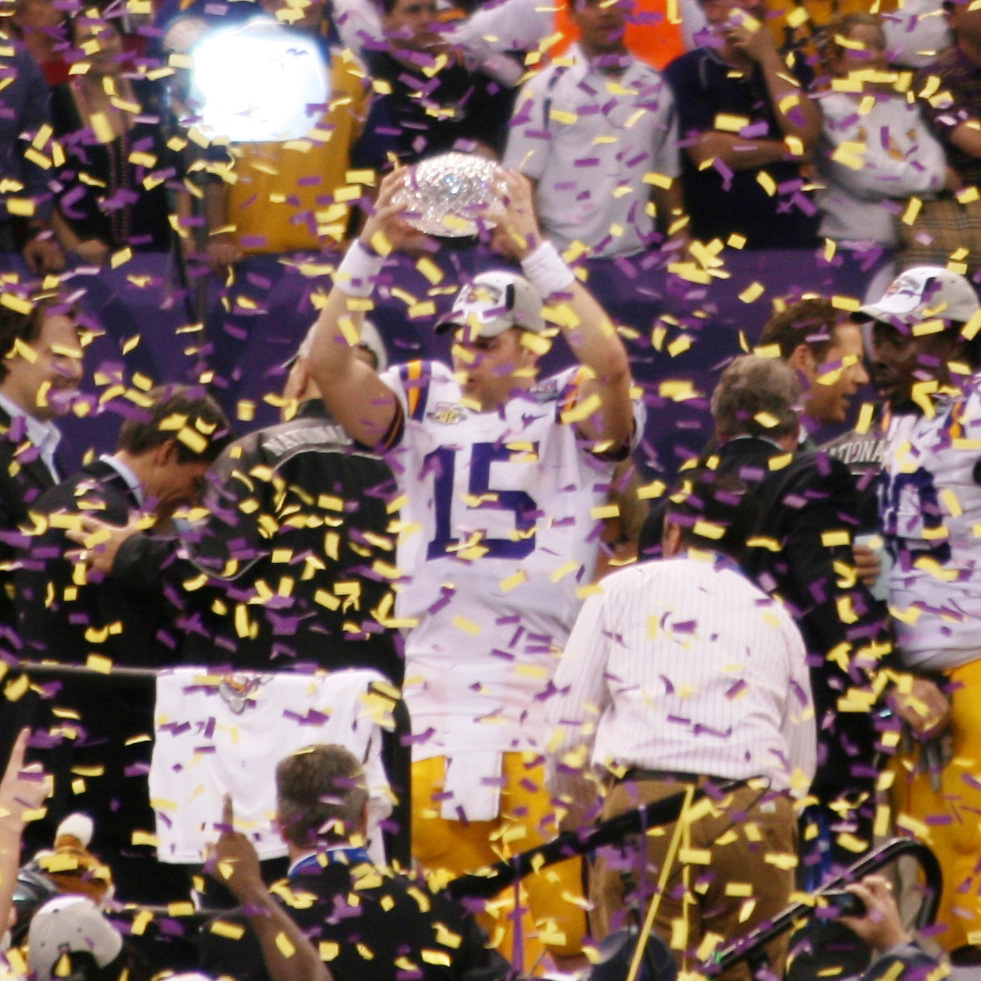
Il quarterback di LSU Matt Flynn mentre solleva il trofeo dopo la vittoria del titolo

## Premi e onori

### Heisman Trophy
L'Heisman Trophy è assegnato ogni anno al miglior giocatore.
Classifica finale
| Giocatore       | College        | Ruolo | 1º  | 2º  | 3º  | Totale |
| --------------- | -------------- | ----- | --- | --- | --- | ------ |
| Tim Tebow       | Florida        | QB    | 462 | 229 | 113 | 1.957  |
| Darren McFadden | Arkansas       | RB    | 291 | 355 | 120 | 1.703  |
| Colt Brennan    | Hawaii         | QB    | 54  | 114 | 242 | 632    |
| Chase Daniel    | Missouri       | QB    | 25  | 84  | 182 | 425    |
| Dennis Dixon    | Oregon         | QB    | 17  | 31  | 65  | 178    |
| Pat White       | West Virginia  | QB    | 16  | 28  | 46  | 150    |
| Matt Ryan       | Boston College | QB    | 9   | 7   | 22  | 63     |
| Kevin Smith     | UCF            | RB    | 3   | 11  | 24  | 55     |
| Glenn Dorsey    | LSU            | DT    | 3   | 6   | 9   | 30     |
| Chris Long      | Virginia       | DE    | 1   | 2   | 10  | 17     |

### Altri premi al miglior giocatore
- Maxwell Award (miglior giocatore): Tim Tebow
- Walter Camp Award (miglior giocatore): Darren McFadden